# Lightnin' Hopkins
Sam “Lightnin'” Hopkins (15 de marzo de 1912-30 de enero de 1982) fue un guitarrista y cantante de country blues nacido en Houston, Texas, Estados Unidos.

## Vida

### Primeros años
Nacido en Centerville, Texas, en el seno de una familia humilde que integraba una comunidad agrícola; inicialmente aprendió a tocar la guitarra gracias a su hermano Joel ocho años mayor. Él mismo le enseñó el manejo de la guitarra acústica. A los 3 años de edad, tras la muerte de su padre, se traslada a Leona, Texas y comienza a cantar en los coros de las iglesias. A los 8 años fabrica una rudimentaria guitarra con una caja de puros y alambre; así, la pasión de Hopkins por el blues se enciende a la edad de 8 años, cuando conoce a Blind Lemon Jefferson en un pícnic de la iglesia en Buffalo, Texas. Aquel día, Hopkins sintió que el blues estaba “dentro de él” y comenzó a aprender de su primo lejano, el cantante de country blues Alger “Texas” Alexander y de Lonnie Johnson con los que actuó en numerosas ocasiones en el inicio de su carrera. A mediados de los años 30, Hopkins fue enviado a la prisión del condado de Texas por un delito desconocido. A finales de 1930 Hopkins se trasladó a Houston con Alexander en un fracasado intento de tener éxito en la escena musical de allí. A principios de los años 40 había vuelto a Centerville para trabajar como granjero.

### 1946-1959
Hopkins realizó un segundo intento en Houston en 1946. Mientras cantaba en Downlin Street, en el Third Ward de Houston (que se convertiría en su campamento base) fue descubierto por Lola Anne Cullum de la compañía de Los Ángeles Aladdin Records. Ella convenció a Hopkins para que viajase a L.A. para acompañar al pianista Wilson Smith. El dúo grabó 12 canciones en sus primeras sesiones en 1946. Un ejecutivo de Aladdin Records decidió que la pareja necesitaba más dinamismo en sus nombres, y bautizó a Hopkins como “Lightnin´” y a Wilson como “Thunder”. El 9 de noviembre de 1946 acompañados por un baterista graban varias canciones para el sello Aladdin que permanecieron archivadas durante algún tiempo ("Can't you do like you used to do", "West Coast Blues", "Katie Mae Blues", "I Feel So Bad" etc.). Acompañado también por Smith el 15 de agosto de 1947 grabó un sencillo con "Short Haired Woman" y "Big Mama Jump"; los resultados fueron sorprendentes y el disco vendió 80.000 copias.
Hopkins grabó más piezas para Aladdin en 1948, pero pronto sintió nostalgia por su lugar de procedencia. Volvió a Houston y comenzó a grabar para el sello Gold Star Records. Afincado de nuevo en Houston alcanzó otro nuevo éxito con "Baby Please Don't Go" y, con él, una considerable reputación que le propiciaría un viaje para tocar y grabar en Nueva York.
De 1.947 a 1.954 registró más de 200 canciones. Durante finales de los 40s y los años 50s, Hopkins prácticamente no actuó fuera de Texas. Sin embargo, grabó abundante material.  Se estima que grabó entre 800 y 1000 canciones a lo largo de su carrera.
Tocaba a menudo en clubs de Houston y alrededores, especialmente en Dowling Street, donde fue descubierto por primera vez. Grabó sus éxitos “T-Model Blues” y “Tim Moore´s Farm” en los estudios de grabación SugarHill, en Houston. Desde mediados de los años 50s hasta el final de la década, su abundante producción de grabaciones de calidad le había granjeado un gran número de seguidores entre los afroamericanos y aficionados a la música blues locales, ya que en el resto del país decreció el interés por el blues acústico tras el surgimiento del blues eléctrico en Chicago, lo que orilló a Hopkins a tocar en bares y fiestas locales a cambio de un raquítico pago.

### 1959-1982
En 1959, el folklorista Mack McCormick se puso en contacto con Hopkins con la esperanza de que atrajese la atención de un público más amplio, aprovechando el revival del folk. McCormick presentó a Hopkins a pequeñas audiencias, primero en Houston y luego en California. Hopkins debutó en el Carnegie Hall el 14 de octubre de 1960, junto a Joan Baez y Pete Seeger, interpretando el espiritual Oh, Mary Don´t You Weep. En 1960, firmó un contrato con Tradition Records. A esto le siguió una serie de sólidas grabaciones, incluyendo su clásico “Mojo Hand” de 1960.
A comienzos de los 60, la reputación de Hopkins como intérprete de blues se había consolidado; finalmente había conseguido éxito y reconocimiento. En 1968, grabó el álbum Free From Patterns, acompañado por la sección rítmica del grupo de rock psicodélico The 13th Floor Elevators. A lo largo de los 60 y los 70, Hopkins publicó uno y a veces hasta dos discos al año, e hizo giras, actuando en festivales de folk, clubs de folk y campus universitarios en los EE. UU. y en otros países. Viajó mucho por los Estados Unidos, y superó su miedo a volar para unirse en 1964 al Festival Americano de Folk Blues.
En 1962 los críticos musicales de la revista Down Beat le eligieron como el mejor vocalista del año y un año más tarde realizó su primera gira europea con el American Folk Blues Festival. A fines de los años sesenta participó en un Jam Session con los futuros miembros de Z.Z.TOP y cuando estos le hicieron una observación acerca de un cambio o error cometido en el cambio de notas el maestro respondió "Lightnin cambia cuando a Lightnin........".
En la década de los setenta su actividad comenzó a decaer como consecuencia de un accidente de circulación que sufrió en 1970 y de la caída de popularidad de su género.En 1974 dejó de grabar, en 1977 visitó Europa por segunda y última vez y en 1978 ofreció su último concierto. En 1981 fue sometido a una cirugía para tratar de erradicar un cáncer de esófago.
Finalmente falleció de cáncer en Houston, el 30 de enero de 1982.
El cineasta Les Blank capturó el estilo informal de Hopkins vívidamente en su aclamado documental de 1967 The Blues According’ To Lightnin’ Hopkins.

### Discografía destacada
- 1946-48 - The complete Aladdin recordings
- 1947-49 - The complete Gold Star Sessions Vols 1 y 2
- 1950-51 - Blues Train
- 1954 - The herald recordings
- 1954 - Double Blues
- 1959 - Lightnin' Hopkins Strums the Blues (Score)
- 1959 - Lightnin' Hopkins (Folkways)
- 1959 - Lightnin' and the Blues (Herald)
- 1960-64 - The complete prestige/Bluesville recordings
- 1960 - Country Blues (Tradition Records)
- 1960 - Last Night Blues (Bluesville Records)
- 1960 - Mojo Hand (Fire Records)
- 1960 - Lightnin' (Bluesville)
- 1960 - Lightnin' In New York (Candid Records)
- 1961 - Autobiography in Blues (Tradition)
- 1961 - Blues in My Bottle (Bluesville)
- 1961-69 - The texas Bluesman
- 1962 - Walkin' This Road By Myself (Bluesville)
- 1962 - Lightnin' and Co. (Bluesville)
- 1962 - Lightnin' Strikes (Vee-Jay Records)
- 1963 - Blues Hoot (Vee-Jay Records; live at The Ash Grove 1961 with Sonny Terry, Brownie McGhee, and Big Joe Williams)
- 1963 - Smokes Like Lightnin' (Bluesville)
- 1963 - Goin' Away (Bluesville)
- 1964 - Down Home Blues (Bluesville)
- 1965 - Hootin' the Blues (Bluesville)
- 1965 - Lightnin' Strikes (Tradition)
- 1965 - The Roots of Lightnin' Hopkins (Verve Folkways)
- 1966 - Soul Blues (Bluesville)
- 1967 - My Life in the Blues (Bluesville)
- 1967 - Original Folk Blues (Kent Records)
- 1967 - Lightnin'! (Arhoolie Records)
- 1968 - Freeform Patterns (International Artists)
- 1969 - California Mudslide (and Earthquake)
- 1991 - Swarthmore Concert Live, 1964
- 1991 - Sittin' in with Lightnin' Hopkins (Mainstream Records)
- 1991 - The Hopkins Bros. (Arhoolie Records, with his brothers Joel and John Henry)
- 1992 - Lonesome Life (Home Cooking/Collectables)
- 1992 - It's a Sin to Be Rich (Gitanes Jazz Productions)
- 1993 - Mojo Hand: The Lightnin' Hopkins Anthology (Rhino Records)
- 1995 - Po' Lightning
- 1999 - The Very Best of Lightnin' Hopkins